# Antjie Krog
Antjie Krog (Kroonstad, 23 ottobre 1952) è una scrittrice sudafricana.

## Biografia
Nata in una famiglia afrikaner di scrittori, Antjie Krog cresce in una fattoria, e frequenta la scuola elementare e il liceo nella zona. Nel periodo buio dell'apartheid, scrive un poema anti-apartheid per la rivista della scuola scandalizzando la comunità conservatrice e attirando l'attenzione dei media.
Nel 1973 si laurea in Inglese presso la University of the Free State, e ottiene un MA in afrikaans presso la University of Pretoria nel 1976. Con un diploma di insegnamento presso l'University of South Africa (UNISA) comincia ad insegnare presso un'università per Sud Africani di colore. Nel 2004 è nominata "Extraordinary Professor in the Arts" presso la University of the Western Cape.
Definita da Joan Hambidge come la Pablo Neruda degli afrikaans, pubblica il suo primo libro di versi Dogter van Jefta (Daughter of Jephta) a diciassette anni. Nei due anni seguenti pubblica la seconda raccolta con il titolo Januarie-suite. Da allora vengono pubblicati altri nove volumi di cui uno in inglese. La maggior parte della sua poesia tratta di amore, apartheid, il ruolo delle donne e le questioni di genere. I testi di Antjie Krog sono tradotti in Inglese, Olandese e varie altre lingue.
Krog è stata redattore dell'ora scomparso giornale indipendente in afrikaans Die Suid-Afrikaan, cofondato insieme a Hermann Giliomee nel 1984. Grazie al valore del suo lavoro presso il giornale, viene invitata a far parte della South African Broadcasting Corporation (SABC). Per due anni, sotto il nome di Antjie Samuel, contribuisce al programma radio AM Live seguendo i lavori della Commissione di verità e la riconciliazione. ' conosciuta soprattutto per il suo libro Terra del mio sangue, rendiconto dei lavori della Commissione per la verità e la riconciliazione. Il libro è stato in seguito adattato in un film di  John Boorman, con gli attori Samuel L. Jackson e Juliette Binoche. A Change of Tongue, il suo secondo lavoro di prosa in inglese, percorre i dieci anni di evoluzione del Sud Africa dopo le prime elezioni democratiche. Con un misto post moderno di poesia, reportage e finzione, esplora i cambiamenti sorprendenti e prevedibili che caratterizzano il Sud Africa dalla fine dell'apartheid.
Krog è sposata con l'architetto John Samuel e ha quattro figli: Andries, Susan, Philip, e Willem.

## Opere

### Poesia
- Dogter van Jefta (Daughter of Jephta) (1970)
- Januarie-suite (January Suite) (1972)
- Beminde Antarktika (Beloved Antarctica) (1974)
- Mannin (Difficult to translate: the name of Eve given in Biblical terms if Adam being "man", Eve was called "wo-man") (1974)
- Otters in Bronslaai (Otters in Watercress Salad) (1981)
- Jerusalemgangers (Jerusalem-goers) (1985)
- Lady Anne (1989)
- Gedigte 1989–1995 (Poems) (1995)
- Kleur kom nooit alleen nie (Colour never comes alone) (2000)
- Down to my last skin (2000)
- Met woorde soos met kerse (With words as with candles) (2002)
- The stars say tsau (2004)
- Body bereft (2006)

### Poesia per bambini
- Mankepank en ander Monsters (Mankepank and other monsters) (1989)
- Voëls van anderster vere (Birds of different feathers) (1992)
- Fynbosfeetjies by Antjie Krog & Fiona Moodie  (Fynbos Fairies) (2007)

### Prosa
- Relaas van 'n Moord (Relaying of a Murder) (1995)
- Terra del mio sangue (Country of my Skull) (1998)
- A Change of Tongue (2003), tradotto in Afrikaans nel 2005 as 'n Ander Tongval
- There was this goat (2009), with Nosisi Mpolweni and Kopano Ratele
- Begging to be Black (2010)

## Traduzioni in Italiano
- Terra del mio sangue, (2006)

## Premi
- Eugene Marais Prize (1973)
- Reina Prinsen-Geerligs Prijs (1976)
- Rapport Prize (1987)
- Hertzog Prize (1990)
- Foreign Correspondent Award (1996)
- Pringle Award (1996)
- Alan Paton Award (1996)
- Booksellers Award (1999)
- Hiroshima Peace Culture Foundation Award (2000)
- Olive Schreiner Prize (2000)
- RAU-Prys vir Skeppende Skryfwerk (2001)
- South African Translators' Institute Award for Outstanding Translation

## Distinzioni
- Honorary Doctorate from the Tavistock Clinic of the University of East London UK
- Honorary Doctorate from the University of Stellenbosch
- Honorary Doctorate from the University of the Free State
- Honorary Doctorate from the Nelson Mandela Metropolitan University